# Слідянська сільська рада (Тиврівський район)
| Слідянська сільська рада — колишній орган місцевого самоврядування у Тиврівському районі Вінницької області з адміністративним центром у с. Сліди. Сільській раді підпорядковані населені пункти: - с. Сліди |

## Склад ради
Рада складається з 12 депутатів та голови.

## Керівний склад сільської ради
| ПІБ                        | Основні відомості                                                                      | Дата обрання | Дата звільнення |
| -------------------------- | -------------------------------------------------------------------------------------- | ------------ | --------------- |
| Гнилюк Василь Терентійович | Сільський голова, 1956 року народження, освіта, член Комуністичної партії України      | 26.03.2006   | 31.10.2010      |
| Гнилюк Василь Терентійович | Сільський голова, 1956 року народження, освіта вища, член Комуністичної партії України | 31.10.2010   |                 |

Примітка: таблиця складена за даними джерела